# 6473 Winkler
A 6473 Winkler (ideiglenes jelöléssel 1986 GM) a Naprendszer kisbolygóövében található aszteroida. Edward L. G. Bowell fedezte fel 1986. április 9-én.